# Marc Hudson (cantante)
Marc Hudson (Oxford, Inglaterra, 11 de febrero de 1987) es un músico británico y actual vocalista la banda de Power Metal Dragonforce.

## Carrera
Nacido en Oxford Inglaterra, Marc Hudson comenzó su camino como cantante cuando tenía 16 años. Anteriormente había estado centrado en convertirse en un guitarrista, cuando sintió la abrumadora necesidad de cantar finalmente dejó la guitarra y empezó a centrarse en lo que más le gustaba. Él ha estado tocando la guitarra y cantando en diversos grupos de metal sin firmar y grupos de rock desde 2003. Como su amor por el Power Metal y el Metal Progresivo creció, también lo hizo su voz. Tomando influencias de Michael Kiske y James Labrie, por nombrar algunos, Marc ha estado desarrollando su técnica de canto melódico potente para adaptarse al estilo de música que más le gusta.
Conocido por sus antiguos compañeros de banda como Mr. Scream, Marc tiene la meta de su estilo vocal a buen uso en escribir el próximo capítulo de la historia DragonForce. La clave del éxito de Marc ha sido la determinación y una práctica rigurosa. Marc ha dicho, "Aunque ahora que he comenzado mi viaje con DragonForce, las cosas sólo van a ir mejor y mejor ... Encuentro nuevas formas para mejorar mi voz todos los días. Los fans de DragonForce no han visto nada, sólo estoy entrando en calor!"

## Álbumes de Dragonforce con Marc Hudson
- The Power Within (2012)
- Maximum Overload (2014)
- In The Line Of Fire... Larger than Life (2015)
- Reaching Into Infinity (2017)
- Extreme Power Metal(2019)
- Warp Speed Warriors'(2024)

## Álbumes en solitario
- Starbound Stories (2023)

## Influencias musicales
- Michael Kiske
- Bruce Dickinson
- Sebastian Bach
- James Labrie
- Ronnie James Dio
- Michele Luppi
- Roberto Tyranti
- Rob Halford
- Russel Allen

- Datos: Q16300777
- Multimedia: Marc Hudson / Q16300777